# بطولة العالم للدراجات على المضمار 2001
بطولة العالم للدراجات على المضمار 2001 هي الدورة ال98 من بطولة العالم للدراجات على المضمار، أجريت في أنتويرب، بلجيكا.

## النتائج النهائية
| المسابقة                                      | ذهبية                                                                                       | فضية                                                                          | برونزية                                                                   |
| --------------------------------------------- | ------------------------------------------------------------------------------------------- | ----------------------------------------------------------------------------- | ------------------------------------------------------------------------- |
| الرجال                                        |                                                                                             |                                                                               |                                                                           |
| السرعة الفردية                                | أرنو تورنانت (FRA)                                                                          | Laurent Gané (FRA)                                                            | فلوريان روسو (FRA)                                                        |
| سباق الكيلو متر ضد الساعة                     | أرنو تورنانت (FRA)                                                                          | سورين لسبريغ (GER)                                                            | Grzegorz Krejner (POL)                                                    |
| سباق المطاردة الفردية                         | ألكسندر سيمونينكو (أوكرانيا)                                                                | ينز ليمان (دراج) (ألمانيا)                                                    | ستيفان ستينويج (ألمانيا)                                                  |
| سباق المطاردة الفرقية                         | ألكسندر سيمونينكو · Sergeï Tscherniowsky · Lyubomyr Polatayko · أولكسندر فيدينكو · أوكرانيا | برادلي ويغينز · كريس نيوتن · بريان ستيل · بول مانينغ (دراج) · بريطانيا العظمى | سيباستيان سيدلر · كريستيان باش · ينز ليمان (دراج) · جويدو فولست · ألمانيا |
| سباق الخدش - السكراتش                         |                                                                                             |                                                                               |                                                                           |
| السرعة الفردية للفرق                          | Laurent Gané · فلوريان روسو · أرنو تورنانت · فرنسا                                          | ريان بايلي · Jobie Dajka · Sean Eadie · أستراليا                              | كريس هوي · كريغ ماكلين · جيسون كويلي · بريطانيا العظمى                    |
| السرعة الفردية بالترادف (بالإنجليزية: tandem)‏ |                                                                                             |                                                                               |                                                                           |
| السباق الأمريكي (ماديسون)                     | Robert Sassone (cyclist) · جيروم نوفيل · فرنسا                                              | جوان يانيراس · إسحاق غالفيث · إسبانيا                                         | Juan Esteban Curuchet · Gabriel Ovidio Curuchet · الأرجنتين               |
| سباق مطاردة الدراجة النارية للهواة            |                                                                                             |                                                                               |                                                                           |
| سباق مطاردة الدراجة النارية للمحترفين         |                                                                                             |                                                                               |                                                                           |
| الكيرين                                       | ريان بايلي (AUS)                                                                            | Laurent Gané (FRA)                                                            | ينس فيدلر (GER)                                                           |
| سباق النقاط                                   | برونو ريسي (SUI)                                                                            | Juan Esteban Curuchet (ARG)                                                   | Franz Stocher (AUT)                                                       |
| سباق الأومنيوم                                |                                                                                             |                                                                               |                                                                           |
| السيدات                                       |                                                                                             |                                                                               |                                                                           |
| السرعة الفردية                                | سفيتلانا جرانكوفسكايا (RUS)                                                                 | تامي توماس (USA)                                                              | Lori-Ann Muenzer (CAN)                                                    |
| سباق 500 متر ضد الساعة                        | نانسي كونتريراس (MEX)                                                                       | Lori-Ann Muenzer (CAN)                                                        | كاترين ماينكي (GER)                                                       |
| سباق المطاردة الفردية                         | ليونتين فان مورسل (NED)                                                                     | أولغا سليوساريفا (RUS)                                                        | Yelena Chalykh (RUS)                                                      |
| سباق المطاردة الفرقية                         |                                                                                             |                                                                               |                                                                           |
| سباق الخدش - السكراتش                         |                                                                                             |                                                                               |                                                                           |
| السرعة الفردية للفرق                          |                                                                                             |                                                                               |                                                                           |
| الكيرين                                       |                                                                                             |                                                                               |                                                                           |
| سباق النقاط                                   | أولغا سليوساريفا (RUS)                                                                      | كاثرين بيتس (AUS)                                                             | بيليم غيريرو (MEX)                                                        |
| سباق الأومنيوم                                |                                                                                             |                                                                               |                                                                           |